# Eduard Claucig
Eduard Claucig (* 19. März 1950 in Waidhofen an der Ybbs; † 13. Mai 2013 in Linz) war ein österreichischer Komponist, Dirigent und Chorleiter.

## Leben und Wirken
Eduard Claucig maturierte im Jahr 1968 in Waidhofen an der Ybbs und studierte von 1968 bis 1972 an der Universität für Musik und darstellende Kunst Wien, wo er mit den Diplomen für Kirchenmusik, Kapellmeister und Kontrabass abschloss. Er war stimmführender Kontrabassist beim Tonkünstler-Orchester Niederösterreich (1972/73), Chorleiter an der Grazer Oper (1973 bis 1977) sowie Korrepetitor und Kapellmeister am Landestheater Linz (1977 bis 1983).
Seine Lehrtätigkeit übte er als Lehrbeauftragter an der Universität für Musik und darstellende Kunst Graz (1976/1977) und an der Universität Mozarteum Salzburg (1983/1984) sowie als Hochschullehrer an der Universität für Musik und darstellende Kunst Wien (1983) aus.
Im Jahr 1987 gründete er das Orchester Sinfonietta Linz als Jugendorchester und leitete es seither. Sein ehrenamtliches Engagement im Bereich der Kirchenmusik erstreckte sich auf die Pfarren Marcel Callo und St. Franziskus in Linz.
Der dreifache Familienvater verstarb 63-jährig unerwartet an einem Herzleiden.

## Auszeichnungen
- 1971: Internationaler Preis für Orgelimprovisation in Kiel
- 2007: Kulturmedaille der Stadt Linz

## Werke (Auswahl)
Claucigs Werke können vor allem der Kammermusik und der Vokalmusik zugeordnet werden und entstanden in den 1970er, 1980er und 1990er Jahren. Er komponierte Werke für Chor und Orgel, weitere Instrumentalstücke, Lieder und Messen.

### Ensemblemusik
- Deutsche Messe – für zwei Frauenstimmen und Streichtrio (ohne Credo), op. 5 (1972)[3]
- Ein geistliches Konzert – für mittlere Stimme, Flöte, Violine und Violoncello (Psalm 99, 1.2), op. 8 (1972)[3]
- Deutsche Messe in F – Orgelfassung, op. 14a (1978)[3]
- Bühnenmusik zur "Ballade vom Eulenspiegel vom Federle und von der dicken Pompanne" – Text von Günther Weisenborn für Flöte, Laute und kleine Trommel (1979)[3]
- Kleine Suite – für 3 Blechbläser, op. 23 (1988)[3]
- Divertimento – für 8 Bläser (1989)[3]
- Variationen über eine Volksweise – für zwei Flöten und Klavier, op. 21 (1989)[3]
- Intrada im alten Stil – Trio für 2 Trompeten und eine Posaune (1990)[3]

### Geistliche Musik
- Requiem 1972 – für Solostimme(n), Soloinstrument(e) und Chor (1972)[3]
- Deutsche (Fest-)Messe – Für 3 gleiche Stimmen (bzw. vereinigte Ober- und Unterstimmen) und Orgel (ohne Credo), op. 6 (1975)[3]
- Kleine Deutsche Messe (ohne Credo) – für Chor und Orgel, op. 7 (1977)[3]
- Deutsche Messe in F – Orgelfassung, op. 14a (1978)[3]
- Eröffnungsgesang für Weihnachten – für Chor und Orgel, op. 13/2 (1978)[3]
- Orter Messe – für Chor und Orgel, op. 17 (1984)[3]
- Deutsche Messe in H – Solostimme(n), Chor, und Kammerorchester/Ensemble, op. 24 (1989)[3]

### Vokalmusik
- Deutsche Messe über ein Zwölftonreihe – für Chor, op. 1 (1971)[3]
- Zwei Motetten: Das Vaterunser – Das Magnificat – für Chor, op. 11 (1977)[3]
- Zwei Choralmotetten "Nun danket alle Gott" – "Macht hoch die Tür" – für Chor, op. 22 (1986)[3]